# Merops muelleri
Il gruccione testablu (Merops muelleri Cassin, 1857) è un uccello appartenente alla famiglia Meropidae, diffuso nelle forestali dell'Africa tropicale occidentale e centrale, tra cui Camerun, Repubblica Centrafricana, Repubblica del Congo, Repubblica Democratica del Congo, Gabon, Guinea Equatoriale e Kenya.